# 馬蹄大黃
馬蹄大黃（学名：Rheum officinale）是一種源於亞洲的蓼科大黃屬植物。根據《本草》記載，馬蹄大黃原產於中國，別名黃良、將軍。在中國地區的文獻裡，「大黄」指的往往是馬蹄大黃。為分辨兩者，有時會把「馬蹄大黃」稱為「藥用大黃」。

## 形态
馬蹄大黃是一種四五尺高的多年生草本植物，有粗壮的根状茎，茎直立单一，上部有分枝；基出叶很大，丛出，掌状浅裂，茎生叶较小，互生，圆锥花序，分枝展开，夏季开淡绿色或黄白色花，三角形瘦果，有翅。多生於排水良好的山地，分布于中国的湖北、四川、陕西、云南等省，當中以四川出產的最好，陝西次之。

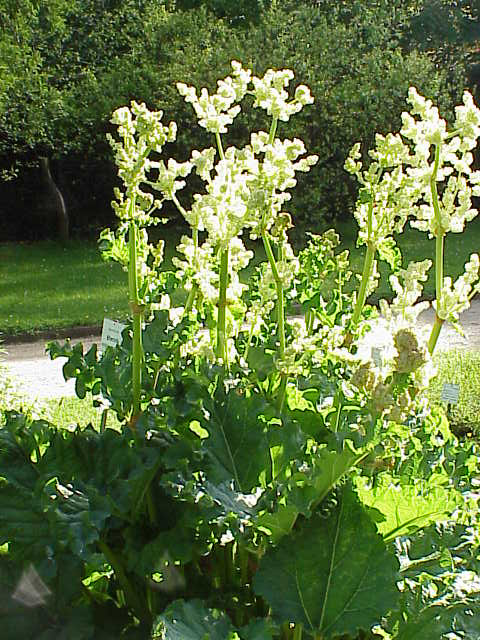
植株
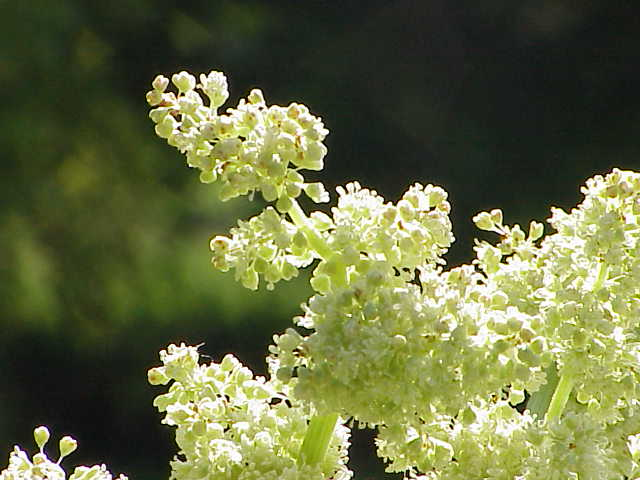
花序
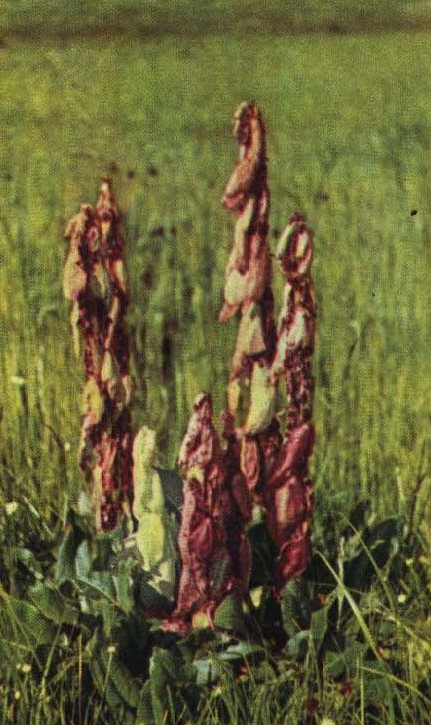
1962年川西中药大黄

## 藥用價值

### 中药
大黃（即本品的根和根茎）是中醫常用的通便瀉火藥物，「药性峻利」，「性大苦大寒。其根部用作瀉藥的歷史，至少有5,000年，不論是傳統的中醫藥或是中世紀時期的阿拉伯世界及歐洲的藥方中均有提及。大黃能夠令口腔和鼻腔的黏膜具有收斂作用（astringent effect）。大黃的根和莖含豐富的蒽醌類化合物，例如：大黃素（emodin）、蘆薈大黃素（Aloe emodin）、大黃素甲醚（Physcion）、大黃酚（Chrysophanol）及大黃酸（Rhein）等。這些化合物部分有輕瀉的作用。馬蹄大黃亦有活血的作用。這是由於馬蹄大黃含有蒽甙衍生物，其中以番泻甙的泻下作用最强，另还含有大黄鞣质及相关物质，如没食子酸、儿茶精和大黄四聚素等。
在東南亞，有研究中醫藥的學者研究把藥用大黃用於治療乙型肝炎。
按照《中国药典》2020版，中药“大黄”也可以采自掌叶大黄 Rheum palmatum L.和唐古特大黄 Rheum tanguticum Maxim. ex Balf.。
按照中药炮制方式不同，也叫生大黃、熟大黃、生將軍、生錦紋、酒軍。

#### 將軍之名由來
《欽定古今圖書集成》記載：「弘景曰︰大黃，其色也。將軍之號，當取其駿快也。」意思為大黃因其藥性強烈，而有將軍之號。又記載：「杲曰︰推陳致新，如戡定禍亂，以致太平，所以有將軍之號。」因其功效強大，猶如平定禍亂，恢復太平，而有將軍之號。此外，又因大黃主要產於四川，故又被稱為川軍。

### 其他传统医学
古罗马的希腊医生迪奥斯科里德斯提到了一种东方来的，用于药用的，疑似大黄属植物的根。直到伊斯兰黄金时代才建立起稳固的商贸体系。在伊斯兰时期，这种根沿着丝绸之路进口，于14世纪经由阿勒颇和士麦那等港口传入欧洲，在那里被称为“土耳其大黄”。 后来，它开始通过新的海上航线和经由俄罗斯的陆路运输。“俄罗斯大黄”最受重视，可能是因为俄罗斯帝国维持着专门针对大黄的质量控制体系。
由于横贯亚洲的运输成本，大黄在中世纪欧洲价格昂贵。其价格是其他珍贵香料如肉桂、鸦片和藏红花的数倍。因此，商人探险家马可·波罗寻找该植物的种植和收获地，发现它是在西夏唐古特省的山区种植的。 从鲁伊·冈萨雷斯·德·克拉维霍1403-1405年出使帖木儿在撒马尔罕的报告中可以看出大黄的价值：“来到撒马尔罕的所有商品中最好的是来自中国的：特别是丝绸、缎子、麝香、红宝石、钻石、珍珠和大黄……”
由于价格高昂以及药房需求的增加，促使人们努力在欧洲土地上种植各种大黄属植物作为替代。在18世纪，这些用于医药用途的植物的本地种植供应，加上糖的供应增加和价格下降，推动了其在烹饪中的应用。格里夫声称在英格兰这一转变发生于1820年。大黄至少从1786年起就在苏格兰收获，此前由旅行家布鲁斯·金纳德于1774年引入爱丁堡植物园。他从阿比西尼亚带来种子，这些种子生产了3,000株植物。

#### 物种考
格里夫列出了以下几种大黄：
- 土耳其大黄，是 掌叶大黄Rheum palmatum、Rheum rhaponticum 皆有
- 英格兰大黄、英语也叫花园大黄，是 Rheum rhaponticum，但是药用的也有一些和馬蹄大黃杂交引入的元素
- 僧人大黄，是Rumex alpinus，引入不列颠但没有栽培，在路边野生。

之后北欧和英国选育出的食用大黄大多数是杂交大黄，应是波叶大黄R. rhabarbarum和R. rhaponticum的某种杂交产物。

## 外部連結
- 大黃 Dahuang 中藥材圖像數據庫 (香港浸會大學中醫藥學院) （中文）（英文）